# The Swimming Hole
The Swimming Hole és una pintura a l'oli del pintor Thomas Eakins realitzada entre 1884 i 1885. Representa a sis homes joves nedant nus en un llac i és considerada una obra mestra de la pintura estatunidenca. Actualment pertany a la col·lecció del Museu Amon Carter a la ciutat de Fort Worth.
Segons la historiadora de l'art Doreen Bolger: «[és] potser la versió més aconseguida d'un nu realitzat per Eakins», i ha estat considerada com una de «les obres més elegants de totes les seves pintures a l'aire lliure».
Des de l'època del Renaixement el cos humà ha estat considerat en l'art occidental com la base formativa d'artistes i un dels elements més difícils de representar en l'art. En aquest context, el nu va ser l'eix central del programa de formació d'Eakins a l'Acadèmia de Belles Arts de Pennsilvània. Per a Eakins, aquest treball va ser l'oportunitat de mostrar el seu mestratge en la representació de la figura humana.
En aquesta pintura, Eakins treu profit d'una excepció en l'actitud victoriana generalment reticent cap a la nuesa, essent normal en el cas dels homes, també en espais públics. Eakins va ser el primer artista estatunidenc a representar una de les escasses ocasions de la vida del segle XIX en què la nuesa era vista sense recel. The Swimming Hole desenvolupa temes de les seves obres més primerenques, en particular el tractament de les natges i el tractament ambigu de la forma humana; en alguns casos arribant a ser incert si les formes representades són masculines o femenines. Aquests temes havien estat examinats a La cínica Gross (1875) i William Rush (1877), i continuarien essent explorats en les seves pintures de boxejadors (Taking the count, Salutat i Between rounds) i lluitadors (Wrestlers).
Encara que el tema de banyistes homes va ser comú en l'art occidental, havent estat explorat per artistes com Miquel Àngel i Honoré Daumier, el tractament d'Eakins va ser nou en l'art del moment. The Swimming Hole ha estat citat sovint com «un dels millors exemples d'homoerotisme en l'art».